# Братец и сестрица
«Братец и сестрица» (рус. Сестрица Алёнушка и братец Иванушка, нем. Brüderchen und Schwesterchen) — сюжет народных сказок, известный в Европе, Америке, на Ближнем Востоке. В указателе сказочных сюжетов Аарне-Томпсона сюжет имеет № 450 и описание: «Братец, идя с сестрицей по дороге, пьёт воду из-под козлиного копыта и превращается в козлёнка; сестра выходит замуж; ведьма её топит и подменяет (собой или своей дочерью), а козлёнка хотят зарезать; всё выясняется».
У братьев Гримм сказка «Братец и сестрица», вошедшая в первый том первого издания сказок 1812 года, рассказывает о детях, ушедших из дома от мачехи-ведьмы, о бедах, которые им пришлось затем пережить, о том, как братец был превращен в оленя (козлика), а сестрица вышла замуж за короля. В распоряжении сказочников были две версии развития сюжета: в одной братец превращается в оленёнка, а в другом — в козлёнка. Во втором издании (1819) сказка была дополнена другими вариантами, братец стал козликом. Близка к сказке «Гензель и Гретель». В России этот сюжет более известен по сказке «Сестрица Алёнушка и братец Иванушка» из сборника Александра Афанасьева «Народные русские сказки». Сказка записана в Бобровском уезде Воронежской губернии. Первая русская публикация в литературной обработке — в сборнике «Погудка» (1795). В русском фольклоре известно 24 варианта этой сказки, в украинском — 12, в белорусском — 5. Все эти варианты сказки восходят к первой публикации в «Погудке». Имеются варианты сказки в литературной обработке А. Толстого, А. Нечаева, М. Булатова, И. Панкратьевой.

## Сюжет немецкой сказки
С приходом мачехи в дом после смерти матери, жизнь в нём брата и сестры становится невыносимой. Дети принимают решение уйти от неё бродяжничать по свету. В скитаниях по полям и лесам их одолевают усталость, голод и жажда. Но злая мачеха-ведьма и теперь не может оставить детей в покое и заколдовывает водные источники на их пути. Братец нестерпимо хочет пить, но чуткая сестрица слыша в журчании источников предупреждения два раза удерживает его от этого, ведь, выпив из них воды, можно превратиться в диких животных: из первого источника — в тигра или в медведя, а из второго — в волка. Но возле третьего источника жажда невыносимо одолела брата, и сестра ничего не смогла сделать. Выпив воды, братец обернулся оленем, или ланью (в русском переводе — диким козликом).
Сестрица и её любимый братец-козлик поселились в маленьком заброшенном домике в глуши леса и жили там одни-одинёшеньки, в мире и согласии между собой. Но вот однажды в том лесу началась большая шумная королевская охота, и братец, у которого было очень мало развлечений, запросился у сестры посмотреть на эту охоту, а то и поучаствовать в неё, ведь он всё-таки чувствовал себя козликом. Сестрица отпустила братца, но наказала к вечеру вернуться и, постучав в дверь, произнести слова «Сестричка, впусти меня», а сама заперлась в домике. Конечно, охотники и король заметили молоденького резвого козлика, но поймать не могли, и вечером козлик благополучно вернулся к сестре. На второй день охота повторилась, и козлик опять не мог усидеть на месте. Но в этот раз козлика поранили и выследили. Все секреты и пароли брата и сестры были переданы королю. В третий день охоты, пока охотники гонялись за козликом, король пробрался к лесному домику и постучав, произнёс заветные слова «Сестричка, впусти меня». Сестрица испугалась, увидев на пороге вместо братца чужого мужчину. А король, конечно, влюбился в очаровательную юную девушку и предложил ей стать его женой.
Сестрица-королева и её братец-козлик стали жить в замке, окруженные любовью и полным довольством. Узнали об этом злая мачеха и её дочь, и зависть и злоба обуяла их. Когда королева родила ребёнка, ведьма под видом служанки проникла в замок. Она заперла ослабевшую королеву в бане и развела там адский огонь, а вместо неё в постель подложила свою дочь, не подпуская к ней короля. Однако умирающая настоящая королева несколько ночей являлась в детских покоях у колыбели сына, нянчила своего ребёнка, гладила козлика, и бесшумно исчезала. В последнюю ночь узнавший её король бросился к ней, заговорил с ней, и жизнь к королеве возвратилась. Ведьма и её дочь были осуждены и приговорены к жестокой смерти, с которой их колдовство навсегда разрушилось, и козлик вновь стал человеком.

## Переводы на русский
- под ред. П. Н. Полевого (Братец и сестрица)
- Г. Н. Петников (Братец и сестрица)

## Сюжет русской сказки
Две сироты, сестрица Алёнушка и братец Иванушка (в некоторых вариантах говорится, что они осиротевшие царевна и царевич соответственно) идут по полю. Иванушка говорит, что ему хочется пить и пытается выпить воды из коровьего и лошадиного копыт, но Алёнушка запрещает ему этого делать, так как после этого он станет телёнком и жеребёнком. Также Алёнушка пытается запретить Иванушке выпить воды из козьего копыта, но Иванушка не слушается, и превращается в козлёнка (в варианте, записанном в Курской губернии, Иванушка превращается в ягнёнка).
Вскоре Алёнушка с козлёнком-Иванушкой встречает богач (в варианте, записанном в Воронежской губернии — царь, в Курской и Тамбовской — барин, в ещё нескольких вариантах — купец), предлагающей Алёнушке выйти за него замуж. Она соглашается, взяв с собой козлёнка-Иванушку.
Однажды некая ведьма топит Алёнушку, завязав ей на шею камень, а сама, нарядившись в её одежду, приходит в палаты мужа и приказывает зарезать Иванушку. Иванушка просится у мужа Алёнушки попить воды и «кишочки пополоскать», что он и разрешает.
Прибежав к берегу водоёма (в варианте, записанном в Воронежской губернии — море, в других вариантах — река или озеро) Иванушка просит сестрицу на помощь и говорит о своей беде, на что следует ответ, что «тяжёл камень ко дну тянет». Впоследствии Иванушка отпрашивается попить воды несколько раз, и муж Алёнушки решает узнать, зачем козлёночек это делает. Узнав о разговоре Иванушки с Алёнушкой (в некоторых вариантах — от одного из слуг, случайно ставшего свидетелем разговора), муж приказывает достать тело Алёнушки со дна, и та оживает. Ведьму же привязывают к хвосту лошади и отпускают в чистое поле (в варианте, записанном в Тамбовской губернии, барин просто её прогоняет).
В некоторых вариантах сказки Иванушка превращается обратно в мальчика, в других — остаётся козлёнком.

## Экранизация
- 2008 — Brüderchen & Schwesterchen [Братец и сестрица] — Германия (реж. Wolfgang Eissler/Вольфганг Эйслер), фильм-сказка